# Großer Preis von Spanien 1981
Der Große Preis von Spanien 1981 (offiziell XXVII Gran Premio de España) fand am 21. Juni auf dem Circuito Permanente del Jarama in der Nähe von Madrid statt und war das siebte Rennen der Formel-1-Weltmeisterschaft 1981.

## Berichte

### Hintergrund
Drei Wochen nach dem Großen Preis von Monaco fand der spanische Grand Prix auf dem im Vergleich zu früheren Jahren leicht verkürzten Kurs von Jarama statt.
Eliseo Salazar hatte das Team March verlassen und ersetzte Marc Surer bei Ensign Racing. March trat fortan mit nur noch einem Rennwagen an. Giorgio Francia wurde anstelle von Piercarlo Ghinzani als Gaststarter für Osella gemeldet.
Williams fügte den Namen des neuen Hauptsponsors TAG in den Teamnamen ein. Lotus kehrte zum ehemaligen Hauptsponsor John Player zurück, wodurch die Rennwagen wieder in der legendären schwarz-goldenen Farbgebung erschienen, die sie bereits in den Jahren 1972 bis 1978 getragen hatten.
Jacques Laffite bestritt seinen 100. Grand Prix.

### Training
Ligier-Pilot Laffite erreichte die Pole-Position vor den beiden Williams-Fahrern Alan Jones und Carlos Reutemann sowie McLaren-Pilot John Watson. Alain Prost und Bruno Giacomelli bildeten die dritte Startreihe vor Gilles Villeneuve und Mario Andretti.
Bis auf Elio de Angelis, Jean-Pierre Jabouille und Francia erzielten alle Piloten ihre jeweilige Trainingsbestzeit während des zweiten Qualifikationstrainings.

### Rennen
Das Rennen fand an einem sehr heißen Tag statt. Laffite startete schlecht, sodass Jones die Führung vor Reutemann übernehmen konnte. Villeneuve gelangte in der ersten Kurve an Prost vorbei auf den dritten Rang, wobei er dessen Frontflügel beschädigte. Zu Beginn der zweiten Runde nutzte der Kanadier Reutemanns Windschatten, um auf den zweiten Platz zu gelangen.
Bis zur 14. Runde hatte sich Jones an der Spitze einen Vorsprung von rund zehn Sekunden herausgefahren, als er aufgrund eines Fahrfehlers kurz von der Strecke abkam. Dadurch gelangte Villeneuve in Führung vor Reutemann, Prost, Watson und Laffite. Prost schied in der 29. Runde aus und Reutemann fiel hinter Watson und Laffite zurück. Auf dem fünften Rang folgte de Angelis, der zu der Führungsgruppe aufschloss.
Während der letzten 28 Runden des Rennens stellte sich heraus, dass Villeneuve lediglich auf der Start-Ziel-Geraden aufgrund seines Turbomotors einen leichten Vorteil gegenüber den vier ihn direkt verfolgenden Konkurrenten hatte. Laffite gelang es mehrmals, sich neben den Kanadier zu setzen, doch durch geschicktes Blockieren verhinderte dieser jegliche Überholmanöver. Die fünf Kontrahenten kreuzten die Ziellinie im Abstand von nur 1,24 Sekunden.
Der relativ verwinkelte und dadurch vergleichsweise langsame Kurs wurde inzwischen als unangemessen für die Formel 1 der damaligen Zeit angesehen. Nicht zuletzt aufgrund des mangelnden Zuschauerinteresses wurde beschlossen, dort keine weiteren Grand Prix auszutragen. Die Formel 1 kehrte daher erst 1986 nach Spanien zurück, und zwar auf den neu gebauten Circuito de Jerez.

## Meldeliste
| Team                           | Nr. | Fahrer                | Chassis         | Motor                    | Reifen |
| ------------------------------ | --- | --------------------- | --------------- | ------------------------ | ------ |
| TAG Williams Team              | 01  | Alan Jones            | Williams FW07C  | Ford Cosworth DFV 3.0 V8 | M      |
| TAG Williams Team              | 02  | Carlos Reutemann      | Williams FW07C  | Ford Cosworth DFV 3.0 V8 | M      |
| Tyrrell Racing Team            | 03  | Eddie Cheever         | Tyrrell 010     | Ford Cosworth DFV 3.0 V8 | M      |
| Tyrrell Racing Team            | 04  | Michele Alboreto      | Tyrrell 010     | Ford Cosworth DFV 3.0 V8 | M      |
| Parmalat Racing Team           | 05  | Nelson Piquet         | Brabham BT49C   | Ford Cosworth DFV 3.0 V8 | M      |
| Parmalat Racing Team           | 06  | Héctor Rebaque        | Brabham BT49C   | Ford Cosworth DFV 3.0 V8 | M      |
| Marlboro McLaren International | 07  | John Watson           | McLaren MP4/1   | Ford Cosworth DFV 3.0 V8 | M      |
| Marlboro McLaren International | 08  | Andrea de Cesaris     | McLaren MP4/1   | Ford Cosworth DFV 3.0 V8 | M      |
| Team ATS                       | 09  | Slim Borgudd          | ATS D5          | Ford Cosworth DFV 3.0 V8 | M      |
| John Player Team Lotus         | 11  | Elio de Angelis       | Lotus 87        | Ford Cosworth DFV 3.0 V8 | M      |
| John Player Team Lotus         | 12  | Nigel Mansell         | Lotus 87        | Ford Cosworth DFV 3.0 V8 | M      |
| Ensign Racing                  | 14  | Eliseo Salazar        | Ensign N180B    | Ford Cosworth DFV 3.0 V8 | M      |
| Équipe Renault Elf             | 15  | Alain Prost           | Renault RE30    | Renault EF1 1.5 V6t      | M      |
| Équipe Renault Elf             | 16  | René Arnoux           | Renault RE30    | Renault EF1 1.5 V6t      | M      |
| March Grand Prix Team          | 17  | Derek Daly            | March 811       | Ford Cosworth DFV 3.0 V8 | M      |
| Fittipaldi Automotive          | 20  | Keke Rosberg          | Fittipaldi F8C  | Ford Cosworth DFV 3.0 V8 | M      |
| Fittipaldi Automotive          | 21  | Chico Serra           | Fittipaldi F8C  | Ford Cosworth DFV 3.0 V8 | M      |
| Marlboro Team Alfa Romeo       | 22  | Mario Andretti        | Alfa Romeo 179C | Alfa Romeo 1260 3.0 V12  | M      |
| Marlboro Team Alfa Romeo       | 23  | Bruno Giacomelli      | Alfa Romeo 179C | Alfa Romeo 1260 3.0 V12  | M      |
| Équipe Talbot Gitanes          | 25  | Jean-Pierre Jabouille | Ligier JS17     | Matra MS81 3.0 V12       | M      |
| Équipe Talbot Gitanes          | 26  | Jacques Laffite       | Ligier JS17     | Matra MS81 3.0 V12       | M      |
| Scuderia Ferrari SpA SEFAC     | 27  | Gilles Villeneuve     | Ferrari 126CK   | Ferrari 021 1.5 V6t      | M      |
| Scuderia Ferrari SpA SEFAC     | 28  | Didier Pironi         | Ferrari 126CK   | Ferrari 021 1.5 V6t      | M      |
| Ragno Arrows Beta Racing Team  | 29  | Riccardo Patrese      | Arrows A3B      | Ford Cosworth DFV 3.0 V8 | M      |
| Ragno Arrows Beta Racing Team  | 30  | Siegfried Stohr       | Arrows A3B      | Ford Cosworth DFV 3.0 V8 | M      |
| Osella Squadra Corse           | 31  | Beppe Gabbiani        | Osella FA1B     | Ford Cosworth DFV 3.0 V8 | M      |
| Osella Squadra Corse           | 32  | Giorgio Francia       | Osella FA1B     | Ford Cosworth DFV 3.0 V8 | M      |
| Theodore Racing Team           | 33  | Patrick Tambay        | Theodore TY01   | Ford Cosworth DFV 3.0 V8 | M      |
| Candy Toleman Motorsport       | 35  | Brian Henton          | Toleman TG181   | Hart 415T 1.5 L4t        | P      |
| Candy Toleman Motorsport       | 36  | Derek Warwick         | Toleman TG181   | Hart 415T 1.5 L4t        | P      |

## Klassifikationen

### Qualifying
| Pos. | Fahrer                | Konstrukteur    | Qualifikationstraining 1 | Qualifikationstraining 1 | Qualifikationstraining 2 | Qualifikationstraining 2 | Start |
| Pos. | Fahrer                | Konstrukteur    | Zeit                     | Ø-Geschwindigkeit        | Zeit                     | Ø-Geschwindigkeit        | Start |
| ---- | --------------------- | --------------- | ------------------------ | ------------------------ | ------------------------ | ------------------------ | ----- |
| 01   | Jacques Laffite       | Ligier-Matra    | 1:14,882                 | 159,227 km/h             | 1:13,754                 | 161,662 km/h             | 01    |
| 02   | Alan Jones            | Williams-Ford   | 1:14,424                 | 160,206 km/h             | 1:14,024                 | 161,072 km/h             | 02    |
| 03   | Carlos Reutemann      | Williams-Ford   | 1:14,808                 | 159,384 km/h             | 1:14,342                 | 160,383 km/h             | 03    |
| 04   | John Watson           | McLaren-Ford    | 1:15,094                 | 158,777 km/h             | 1:14,657                 | 159,706 km/h             | 04    |
| 05   | Alain Prost           | Renault         | 1:14,980                 | 159,018 km/h             | 1:14,669                 | 159,681 km/h             | 05    |
| 06   | Bruno Giacomelli      | Alfa Romeo      | 1:16,807                 | 155,236 km/h             | 1:14,897                 | 159,195 km/h             | 06    |
| 07   | Gilles Villeneuve     | Ferrari         | 1:16,548                 | 155,761 km/h             | 1:14,987                 | 159,004 km/h             | 07    |
| 08   | Mario Andretti        | Alfa Romeo      | 1:15,576                 | 157,764 km/h             | 1:15,159                 | 158,640 km/h             | 08    |
| 09   | Nelson Piquet         | Brabham-Ford    | 1:16,861                 | 155,127 km/h             | 1:15,355                 | 158,227 km/h             | 09    |
| 10   | Elio de Angelis       | Lotus-Ford      | 1:15,399                 | 158,135 km/h             | 1:15,499                 | 157,925 km/h             | 10    |
| 11   | Nigel Mansell         | Lotus-Ford      | 1:16,226                 | 156,419 km/h             | 1:15,562                 | 157,794 km/h             | 11    |
| 12   | Riccardo Patrese      | Arrows-Ford     | 1:16,038                 | 156,806 km/h             | 1:15,627                 | 157,658 km/h             | 12    |
| 13   | Didier Pironi         | Ferrari         | 1:16,522                 | 155,814 km/h             | 1:15,715                 | 157,475 km/h             | 13    |
| 14   | Andrea de Cesaris     | McLaren-Ford    | 1:16,119                 | 156,639 km/h             | 1:15,850                 | 157,194 km/h             | 14    |
| 15   | Keke Rosberg          | Fittipaldi-Ford | 1:16,040                 | 156,802 km/h             | 1:15,924                 | 157,041 km/h             | 15    |
| 16   | Patrick Tambay        | Theodore-Ford   | 1:17,347                 | 154,152 km/h             | 1:16,355                 | 156,155 km/h             | 16    |
| 17   | René Arnoux           | Renault         | 1:17,132                 | 154,582 km/h             | 1:16,406                 | 156,051 km/h             | 17    |
| 18   | Héctor Rebaque        | Brabham-Ford    | 1:16,722                 | 155,408 km/h             | 1:16,527                 | 155,804 km/h             | 18    |
| 19   | Jean-Pierre Jabouille | Ligier-Matra    | 1:16,559                 | 155,739 km/h             | 1:16,794                 | 155,262 km/h             | 19    |
| 20   | Eddie Cheever         | Tyrrell-Ford    | 1:17,459                 | 153,929 km/h             | 1:16,641                 | 155,572 km/h             | 20    |
| 21   | Chico Serra           | Fittipaldi-Ford | 1:18,705                 | 151,492 km/h             | 1:16,782                 | 155,286 km/h             | 21    |
| 22   | Derek Daly            | March-Ford      | 1:17,416                 | 154,015 km/h             | 1:16,979                 | 154,889 km/h             | 22    |
| 23   | Siegfried Stohr       | Arrows-Ford     | 1:18,331                 | 152,216 km/h             | 1:17,294                 | 154,258 km/h             | 23    |
| 24   | Eliseo Salazar        | Ensign-Ford     | 1:18,769                 | 151,369 km/h             | 1:17,822                 | 153,211 km/h             | 24    |
| DNQ  | Michele Alboreto      | Tyrrell-Ford    | 1:18,859                 | 151,196 km/h             | 1:17,943                 | 152,973 km/h             | –     |
| DNQ  | Beppe Gabbiani        | Osella-Ford     | keine Zeit               | –                        | 1:18,169                 | 152,531 km/h             | –     |
| DNQ  | Slim Borgudd          | ATS-Ford        | 1:20,028                 | 148,988 km/h             | 1:18,263                 | 152,348 km/h             | –     |
| DNQ  | Brian Henton          | Toleman-Hart    | 1:19,815                 | 149,385 km/h             | 1:18,340                 | 152,198 km/h             | –     |
| DNQ  | Derek Warwick         | Toleman-Hart    | 1:20,342                 | 148,406 km/h             | 1:18,872                 | 151,172 km/h             | –     |
| DNQ  | Giorgio Francia       | Osella-Ford     | 1:19,586                 | 149,815 km/h             | keine Zeit               | –                        | –     |

### Rennen
| Pos. | Fahrer                | Konstrukteur    | Runden | Stopps | Zeit       | Start | Schnellste Runde |
| ---- | --------------------- | --------------- | ------ | ------ | ---------- | ----- | ---------------- |
| 01   | Gilles Villeneuve     | Ferrari         | 80     | 0      | 1:46:35,01 | 07    | 1:18,43          |
| 02   | Jacques Laffite       | Ligier-Matra    | 80     | 0      | + 0,22     | 01    | 1:18,50          |
| 03   | John Watson           | McLaren-Ford    | 80     | 0      | + 0,58     | 04    | 1:18,95          |
| 04   | Carlos Reutemann      | Williams-Ford   | 80     | 0      | + 1,01     | 03    | 1:18,47          |
| 05   | Elio de Angelis       | Lotus-Ford      | 80     | 0      | + 1,24     | 10    | 1:18,72          |
| 06   | Nigel Mansell         | Lotus-Ford      | 80     | 0      | + 28,58    | 11    | 1:19,00          |
| 07   | Alan Jones            | Williams-Ford   | 80     | 0      | + 56,58    | 02    | 1:17,818 (05.)   |
| 08   | Mario Andretti        | Alfa Romeo      | 80     | 0      | + 1:00,80  | 08    | 1:19,07          |
| 09   | René Arnoux           | Renault         | 80     | 0      | + 1:07,08  | 17    | 1:19,56          |
| 10   | Bruno Giacomelli      | Alfa Romeo      | 80     | 0      | + 1:13,65  | 06    | 1:19,58          |
| 11   | Chico Serra           | Fittipaldi-Ford | 79     | 0      | + 1 Runde  | 21    | 1:20,09          |
| 12   | Keke Rosberg          | Fittipaldi-Ford | 78     | 0      | + 2 Runden | 15    | 1:20,01          |
| 13   | Patrick Tambay        | Theodore-Ford   | 78     | 1      | + 2 Runden | 16    | 1:18,22          |
| 14   | Eliseo Salazar        | Ensign-Ford     | 77     | 0      | + 3 Runden | 24    | 1:22,20          |
| 15   | Didier Pironi         | Ferrari         | 76     | 1      | + 4 Runden | 13    | 1:18,69          |
| 16   | Derek Daly            | March-Ford      | 75     | 2      | + 5 Runden | 22    | 1:20,11          |
| –    | Eddie Cheever         | Tyrrell-Ford    | 62     | 1      | NC         | 20    | 1:20,02          |
| –    | Jean-Pierre Jabouille | Ligier-Matra    | 51     | 1      | DNF        | 19    | 1:19,43          |
| –    | Héctor Rebaque        | Brabham-Ford    | 46     | 1      | DNF        | 18    | 1:19,76          |
| –    | Nelson Piquet         | Brabham-Ford    | 43     | 0      | DNF        | 09    | 1:18,92          |
| –    | Siegfried Stohr       | Arrows-Ford     | 35     | 1      | DNF        | 23    | 1:20,68          |
| –    | Alain Prost           | Renault         | 28     | 0      | DNF        | 05    | 1:18,81          |
| –    | Riccardo Patrese      | Arrows-Ford     | 21     | 0      | DNF        | 12    | 1:19,39          |
| –    | Andrea de Cesaris     | McLaren-Ford    | 9      | 0      | DNF        | 14    | 1:19,95          |

## WM-Stände nach dem Rennen
Die ersten sechs des Rennens bekamen 9, 6, 4, 3, 2 bzw. 1 Punkt(e). In der Fahrerwertung wurden die besten elf Resultate, in der Konstrukteurswertung alle Resultate gewertet.

### Fahrerwertung
| Pos. | Fahrer            | Konstrukteur  | Punkte |
| ---- | ----------------- | ------------- | ------ |
| 01   | Carlos Reutemann  | Williams-Ford | 37     |
| 02   | Alan Jones        | Williams-Ford | 24     |
| 03   | Nelson Piquet     | Brabham-Ford  | 22     |
| 04   | Gilles Villeneuve | Ferrari       | 21     |
| 05   | Jacques Laffite   | Ligier-Matra  | 17     |
| 06   | Riccardo Patrese  | Arrows-Ford   | 10     |
| 07   | Elio de Angelis   | Lotus-Ford    | 7      |
| 08   | Didier Pironi     | Ferrari       | 5      |
| 09   | Eddie Cheever     | Tyrrell-Ford  | 5      |
| 10   | Nigel Mansell     | Lotus-Ford    | 5      |
| 11   | John Watson       | McLaren-Ford  | 4      |
| 12   | Marc Surer        | Ensign-Ford   | 4      |
| 13   | Alain Prost       | Renault       | 4      |
| 14   | Mario Andretti    | Alfa Romeo    | 3      |
| 15   | Héctor Rebaque    | Brabham-Ford  | 3      |
| 16   | René Arnoux       | Renault       | 2      |
| 17   | Patrick Tambay    | Theodore-Ford | 1      |

| Pos. | Fahrer                | Konstrukteur             | Punkte |
| ---- | --------------------- | ------------------------ | ------ |
| 17   | Andrea de Cesaris     | McLaren-Ford             | 1      |
| 18   | Chico Serra           | Fittipaldi-Ford          | 0      |
| 19   | Jean-Pierre Jarier    | Ligier-Matra             | 0      |
| 20   | Bruno Giacomelli      | Alfa Romeo               | 0      |
| 21   | Keke Rosberg          | Fittipaldi-Ford          | 0      |
| 22   | Siegfried Stohr       | Arrows-Ford              | 0      |
| 23   | Jan Lammers           | ATS-Ford                 | 0      |
| 24   | Michele Alboreto      | Tyrrell-Ford             | 0      |
| 25   | Slim Borgudd          | ATS-Ford                 | 0      |
| 26   | Ricardo Zunino        | Tyrrell-Ford             | 0      |
| 27   | Piercarlo Ghinzani    | Osella-Ford              | 0      |
| 28   | Eliseo Salazar        | March-Ford / Ensign-Ford | 0      |
| 29   | Derek Daly            | March-Ford               | 0      |
| –    | Miguel Ángel Guerra   | Osella-Ford              | 0      |
| –    | Beppe Gabbiani        | Osella-Ford              | 0      |
| –    | Jean-Pierre Jabouille | Ligier-Matra             | 0      |

### Konstrukteurswertung
| Pos. | Konstrukteur  | Punkte |
| ---- | ------------- | ------ |
| 01   | Williams-Ford | 61     |
| 02   | Ferrari       | 26     |
| 03   | Brabham-Ford  | 25     |
| 04   | Ligier-Matra  | 17     |
| 05   | Lotus-Ford    | 12     |
| 06   | Arrows-Ford   | 10     |
| 07   | Renault       | 6      |
| 08   | Tyrrell-Ford  | 5      |

| Pos. | Konstrukteur    | Punkte |
| ---- | --------------- | ------ |
| 09   | McLaren-Ford    | 5      |
| 10   | Ensign-Ford     | 4      |
| 11   | Alfa Romeo      | 3      |
| 12   | Theodore-Ford   | 1      |
| 13   | Fittipaldi-Ford | 0      |
| 14   | ATS-Ford        | 0      |
| 15   | Osella-Ford     | 0      |
| 16   | March-Ford      | 0      |